# Sulitelma
 Coordenadas : formato inválido
Sulitelma (em sueco:  Sulitelma e em norueguês:  Sulitjelma) é uma serra situada nos dois lados da fronteira entre a Noruega e a Suécia, nas comunas de Fauske e Arjeplog. No lado sueco, o ponto mais elevado é o Grande Topo (Stortoppen) com 1 869 metros de altitude e no lado norueguês, o ponto mais elevado é Suliskongen com 1 913 metros.